# Jenišovice (district de Chrudim)
Pour les articles homonymes, voir Jenišovice.
Jenišovice (en allemand : Jenschowitz) est une commune du district de Chrudim, dans la région de Pardubice, en République tchèque. Sa population s'élevait à 434 habitants en 2022.

## Géographie
Jenišovice se trouve à 5 km au nord du centre de Luže, à 18 km à l'est de Chrudim, à 22 km au sud-sud-est de Pardubice et à 116 km à l'est-sud-est de Prague.
La commune est limitée par Chroustovice au nord-ouest et au nord, par Vinary au nord, par Řepníky à l'est, par Luže et Lozice au sud, et par Rosice à l'ouest.

## Histoire
La première mention écrite de la localité date de 1088.

## Administration
La commune se compose de cinq sections :
- Jenišovice
- Martinice
- Mravín
- Štěnec
- Zalažany

## Galerie

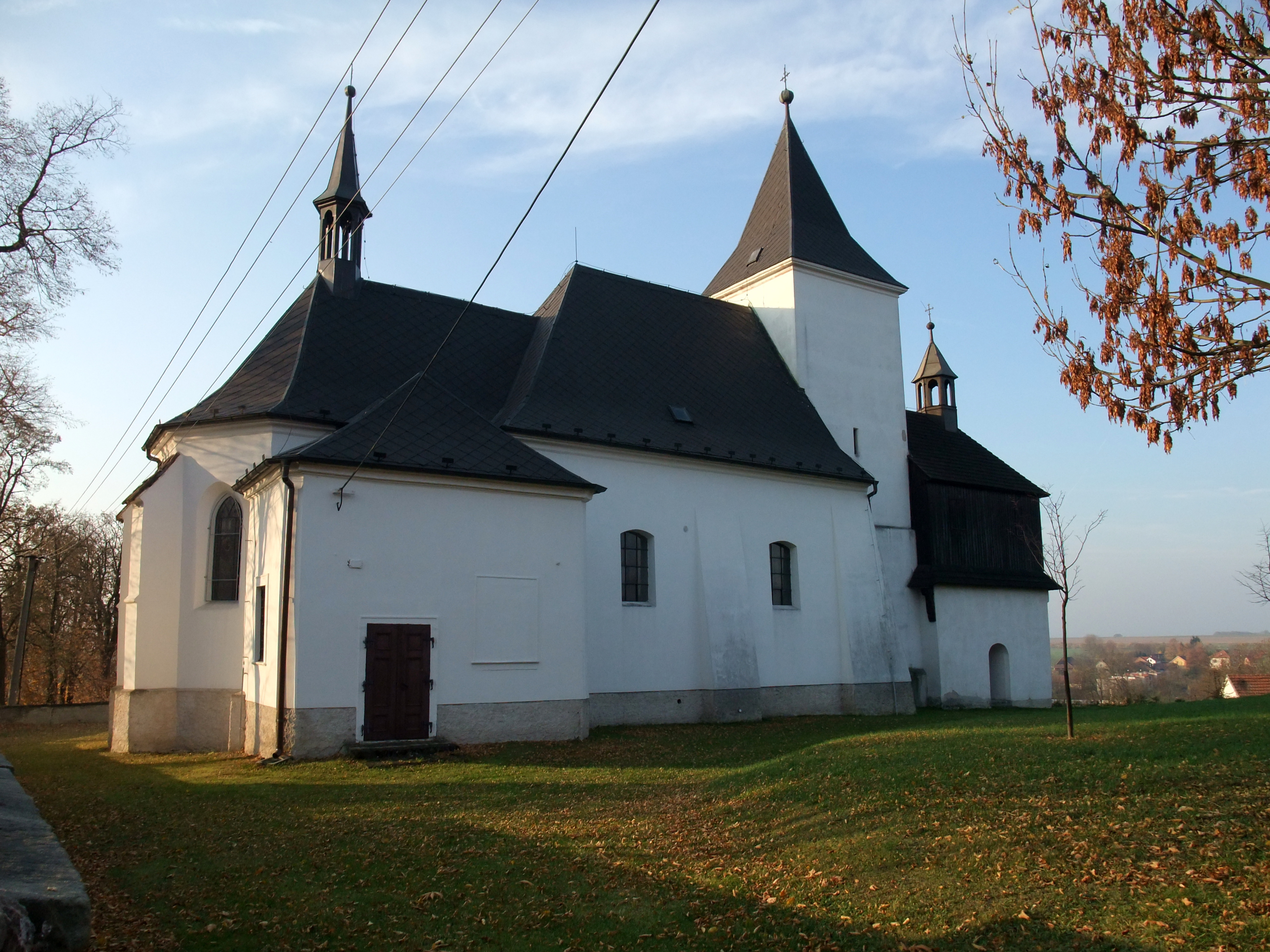
Église de la Sainte-Trinité.
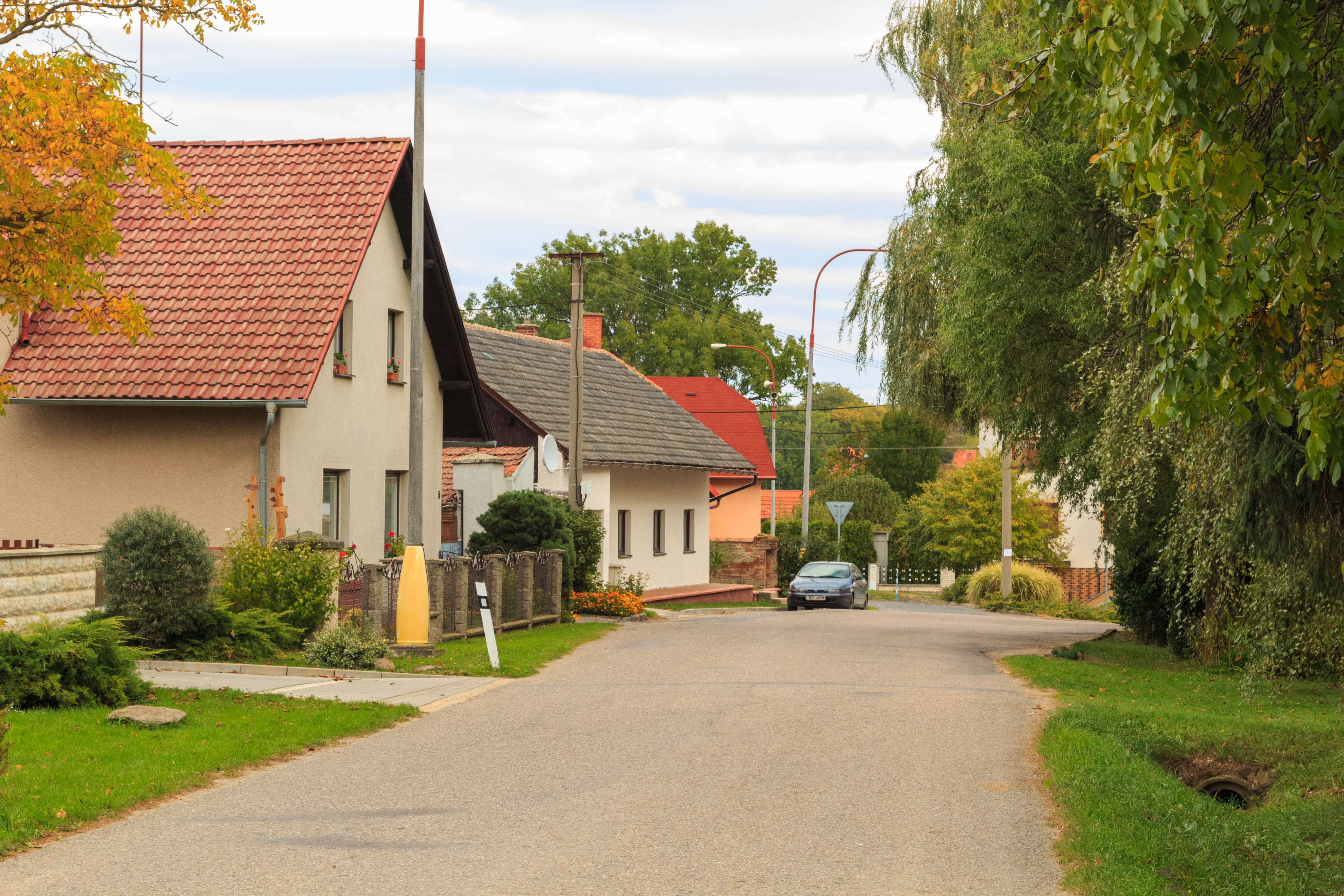
Rue de Martinice.

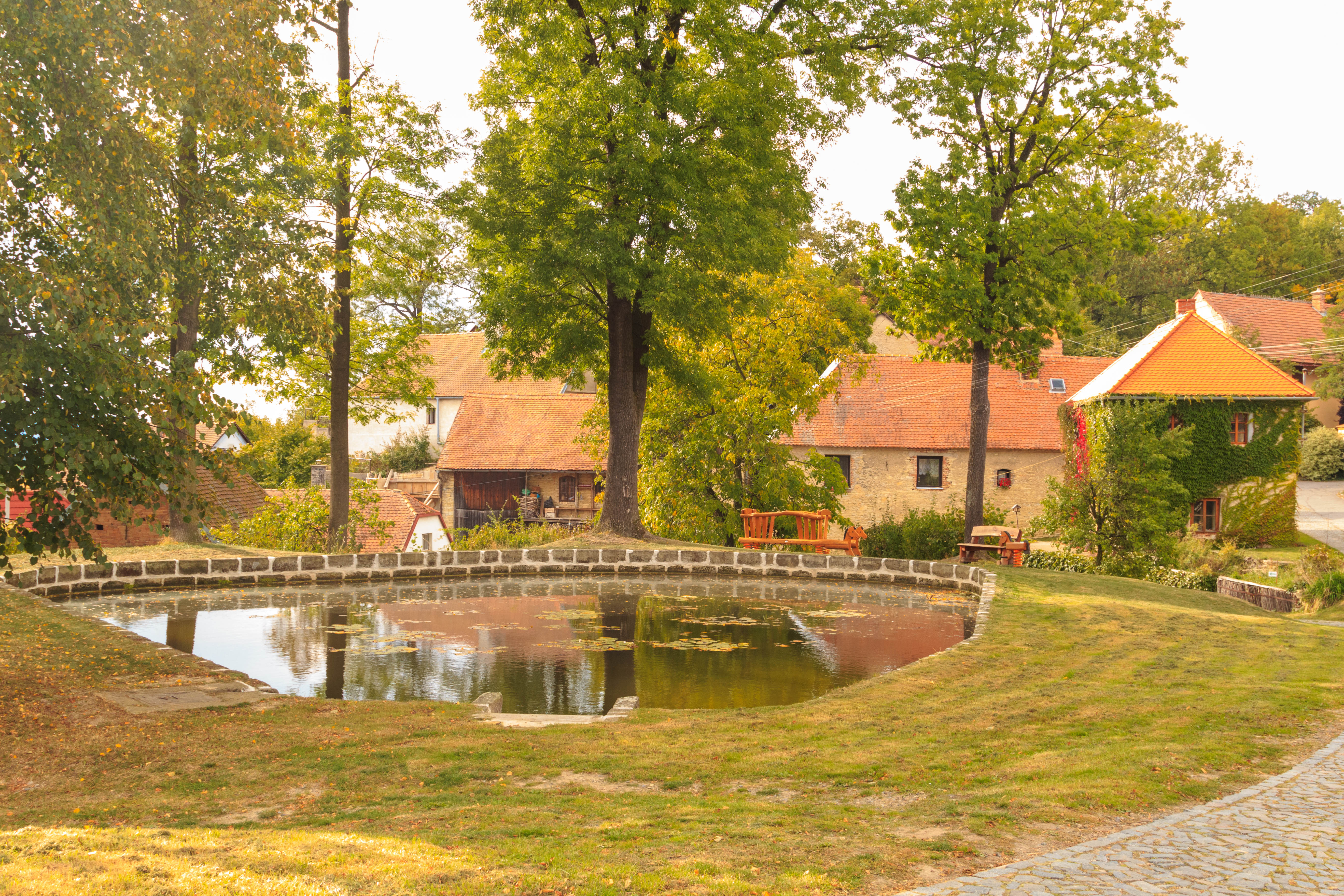
Étang à Mravín.
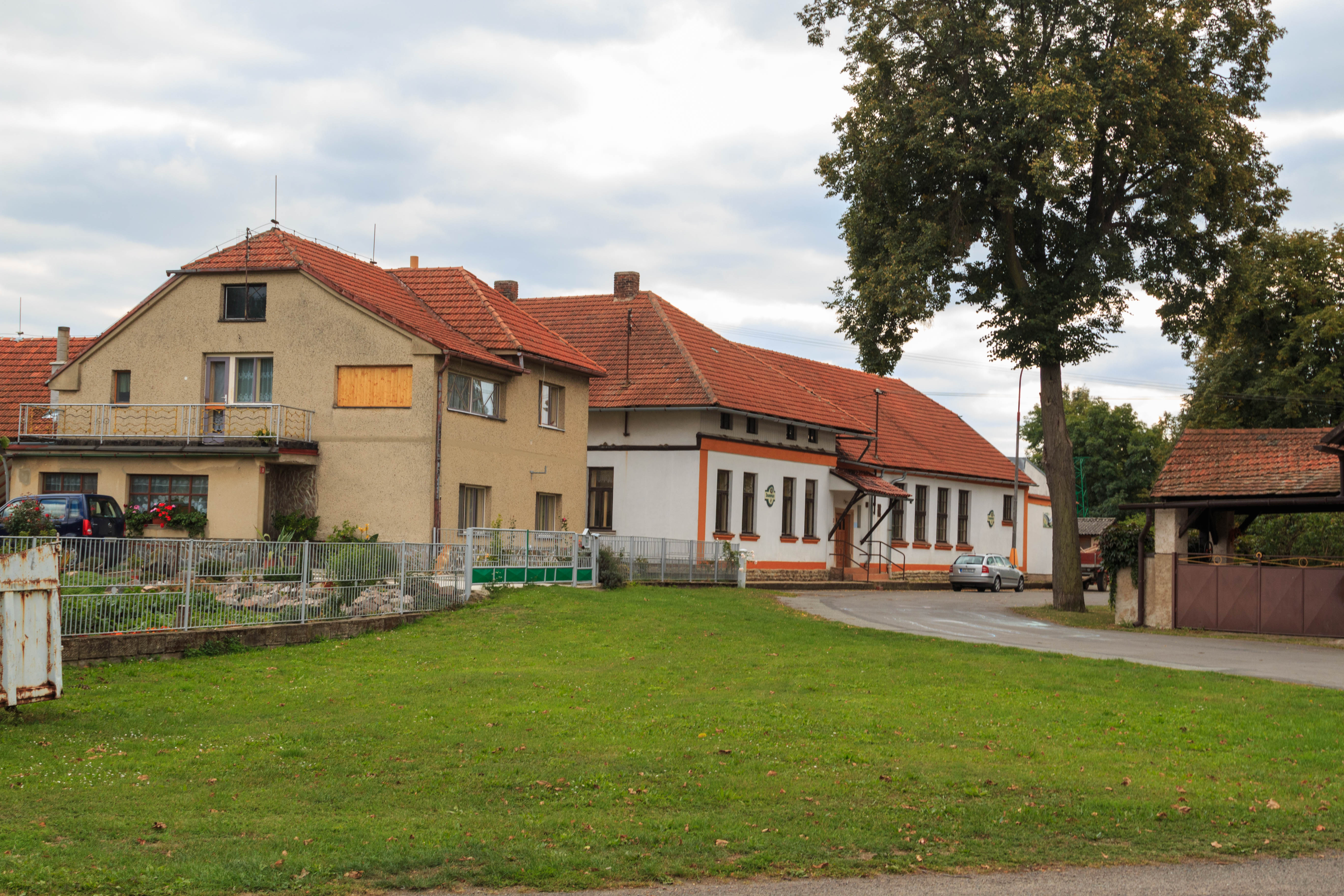
Hameau de Zalažany.

## Transports
Par la route, Jenišovice se trouve à 6 km de Luže, à 21 km de Chrudim, à 26 km de Pardubice et à 147 km de Prague. 